# دارين إيفانز
دارين إيفانز (بالإنجليزية: Darren Evans)‏ هو لاعب كرة قدم أمريكية أمريكي، ولد في 9 نوفمبر 1988 في إنديانابوليس في الولايات المتحدة.

## وصلات خارجية
- دارين إيفانز على موقع مرجع كرة القدم المحترفة.كوم (الإنجليزية)